# Open University
La Open University (OU) és una universitat pública britànica. És la universitat més gran del Regne Unit pel nombre d'estudiants. Ofereix educació presencial i a distància. L'OU es va establir el 1969 i inicialment es va ubicar a Alexandra Palace, al nord de Londres, utilitzant uns estudis de televisió i les instal·lacions d'edició que la BBC havia abandonat. Els primers estudiants es van matricular el gener de 1971. L'administració de la universitat ara té la seu a Walton Hall, Milton Keynes, a Buckinghamshire, però té centres administratius a altres parts del Regne Unit. També té presència a altres països europeus. La universitat atorga títols de grau i postgrau, així com títols no de grau com ara diplomes i certificats o unitats de formació contínua. També ofereix Graus Oberts únics, en els quals els estudiants poden estudiar qualsevol combinació de mòduls en totes les assignatures.